# امین‌الدین کازرونی
امین‌الدین ابوالحسن بن‌ابی‌الخیر بنجیر کازرونی مشهور به خواجه امین‌الدین کازرونی وزیر مظفرالدین بن زنگی، یکی از اتابکان فارس بود. وی در عهد خویش به سخاوت و عدل شهرت داشت. 

## زندگی
امین‌الدین ابوالحسن زادهٔ کازرون بود. پس از به قدرت رسیدن مظفرالدین بن زنگی به قدرت در سال ۵۷۱ هجری قمری، او خواجه امین‌الدین کازرونی را به عنوان وزیر خود منصوب کرد. خواجه امین‌الدین این منصب را تا پایان حکومت مظفرالدین بن زنگی و به مدت ۲۰ سال در اختیار داشت.

## اقدامات
خواجه امین‌الدین کازرونی در نزدیکی مسجد عتیق شیراز مدرسه و رباطی احداث کرد که به مدرسهٔ امینی مشهور شد.

## وفات
خواجه امین‌الدین کازرونی در سال ۵۹۵ هجری قمری درگذشت و در در صفهٔ شمالی مدرسهٔ امینی شیراز به خاک سپرده شد.

## در کلام دیگران
جنید شیرازی در تذکرهٔ هزارمزار می‌نویسد:
وزیری پرهیزگار و صاحب خیر بود و مربی اهل علم و در شأن صلحا و عباد، اعتقادی داشت و خیرات او بسیار است و صفات اتمام و اکرام او متواصل و کرامات او شامل. قاضی اوحدالدین ابوالبدر که از قضات شیراز است، او را مدح‌ها کرده است.
زرکوب شیرازی در شیرازنامه می‌نویسد:
چون اتابک زنگی از دار فنا به دار بقا رحلت کرد، جگرگوشه او، اتابک تکله، وارث تاج و تخت گشت و امین‌الدین کازرونی را که وزیری کامل‌رأی، رفیع‌همت، عالی‌قدر و صاحب‌شهامت بود به منصب وزارت اختصاص داد و در مملکت فارس صاحب حل و عقد گردانید.
محمدتقی‌خان حکیم در گنج دانش می‌نویسد:
وزیری عدیم‌النظیر بود و بر بسط بساط معدلت، از خود به تقصیری راضی نگشت. از وفور سخا وجود، حاتم طائی و معن زایده را منفعل نمود. زیرا در ترفیه حال علما و فضلا سعی و اهتمام داشت و به مرتبه‌ای که بعضی او را در سلک اولیا شمرده‌اند.
قاضی بیضاوی در نظام التواریخ می‌نویسد: 
خواجه امین‌الدین کازرونی که حاتم وقت و صاحب کرامات بود، وزیر او بود. خواجه امین‌الدین قریب مسجد جامع عتیق شیراز مدرسه و رباطی ساخته‌است.